# Esker

Els eskers en relació amb altres dipòsits glacials i fluvioglacials. 1) Basament, 2) Capa de till, 3) Inlandsis en retrocés, 4) Esker, 5) Drumlin, 6) Morrena terminal, 7) Plana exposada després de llac d'aigua de fusió, 8) Kames, 9) Kettles.

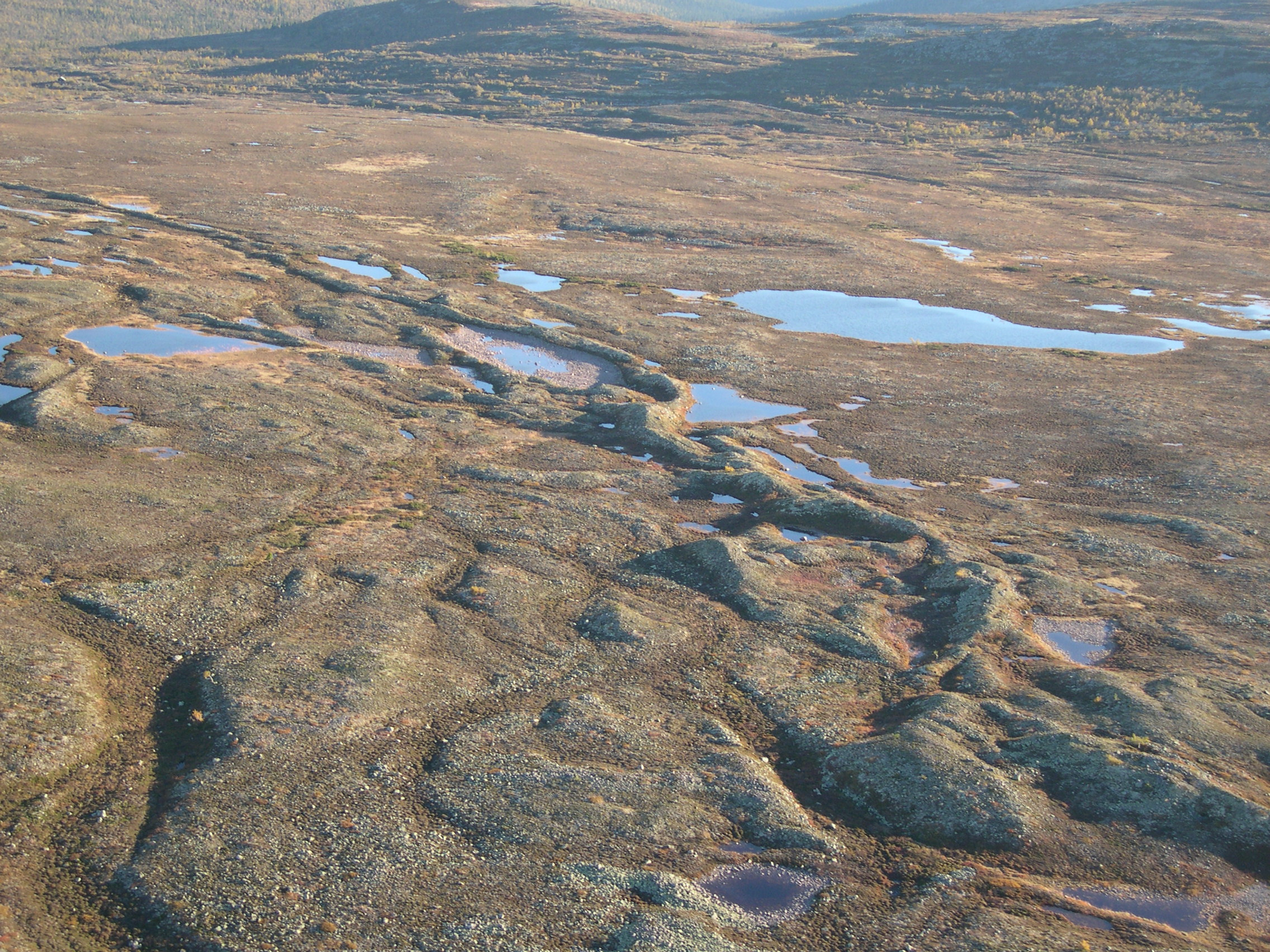
Esker al Parc Nacional de Fulufjället, a l'oest de Suècia.

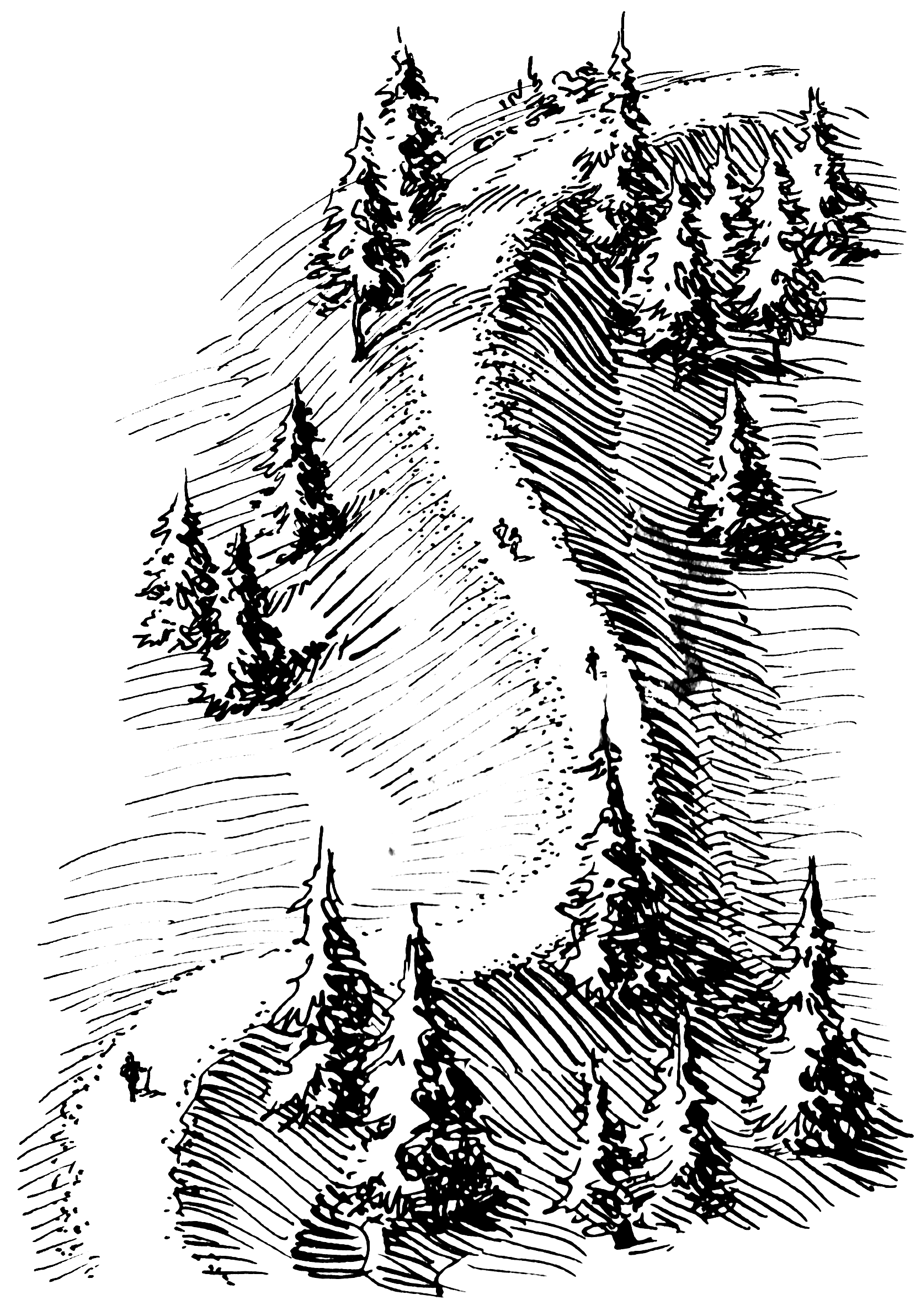
Un esker utilitzat com a camí en senderisme.

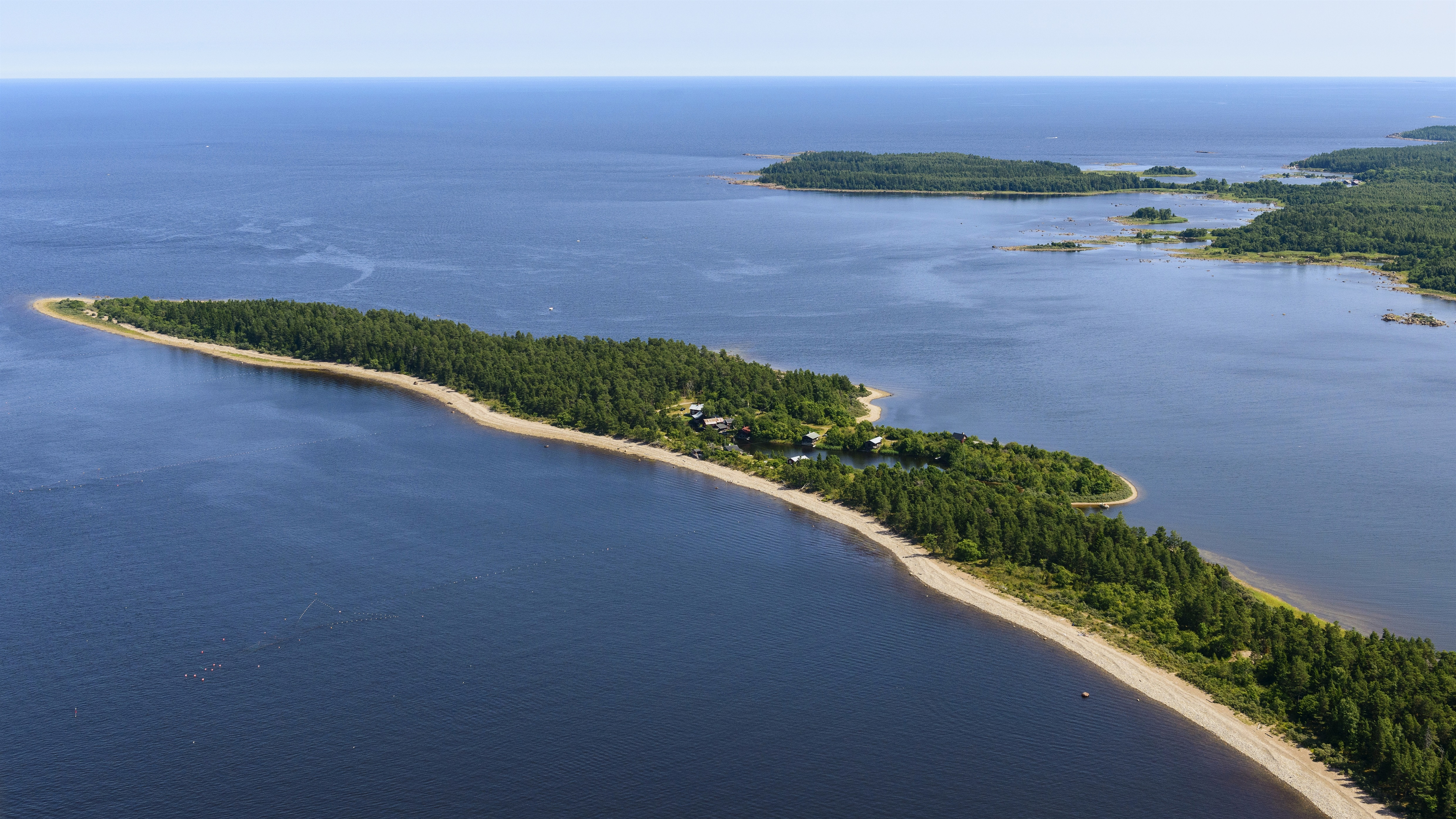
Vista aèria d'un esker parcialment enfonsat a Billudden, al nord de la província històrica sueca d'Uppland. La forma de l'esker ha estat modificada pels processos geològics de la costa.

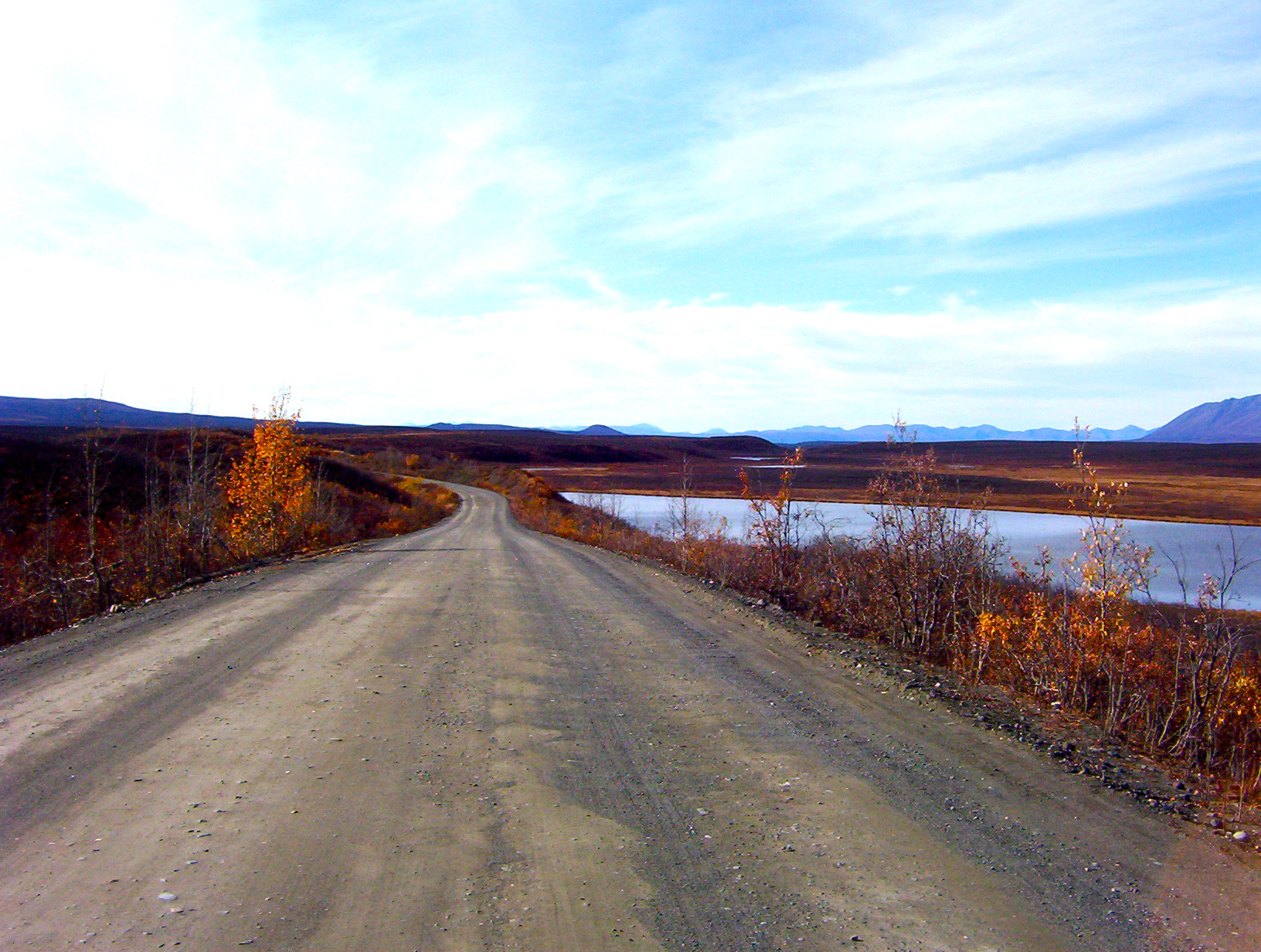
Parts de lAutopista de Denali, a Alaska (Estats Units) estan construides sobre eskers.

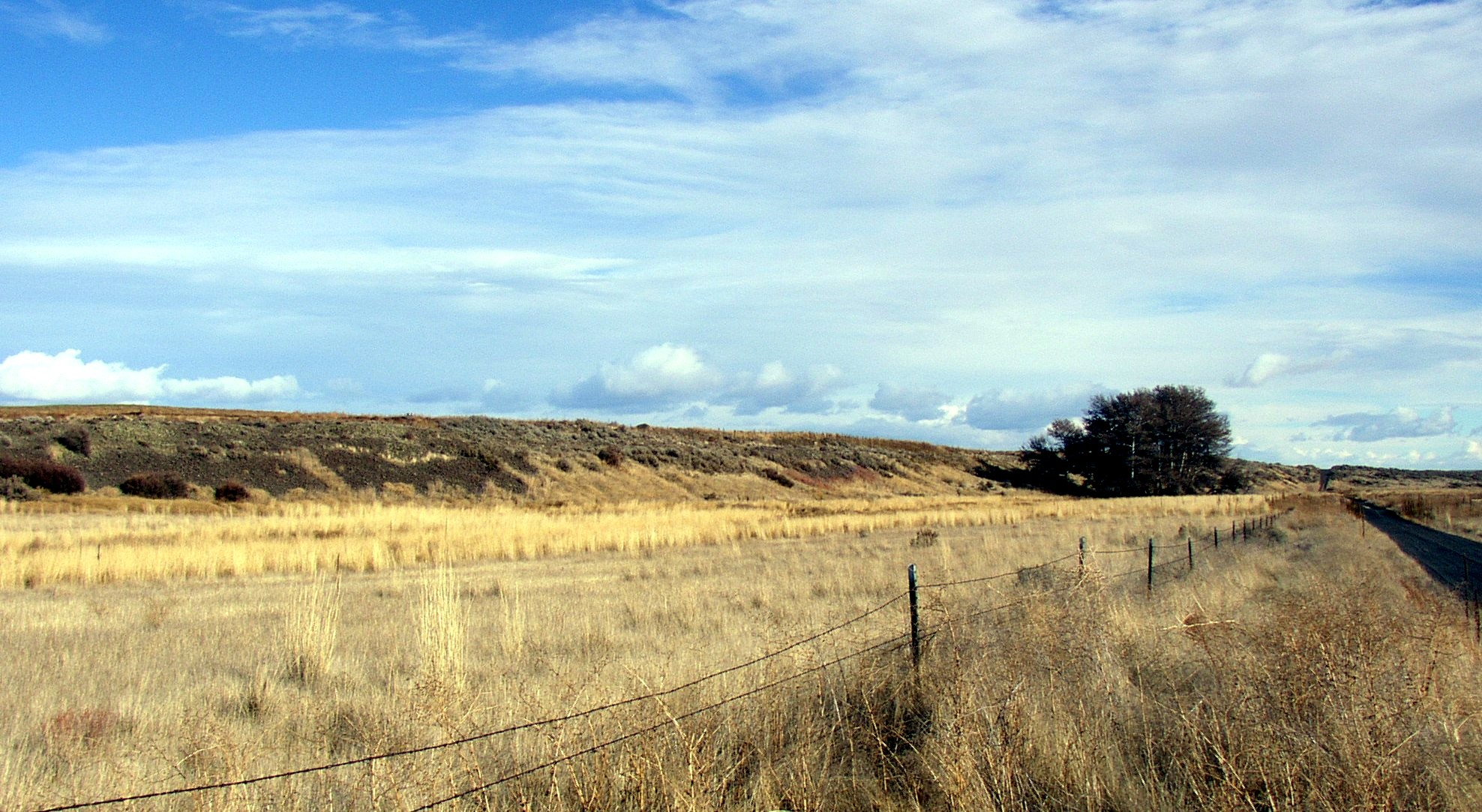
Esker al Sims Corner Eskers and Kames National Natural Landmark, a Washington, Estats Units. (Els arbres a la vora de l'esker i la carretera de sentit únic a la dreta de la imatge donen una idea de l'escala.)

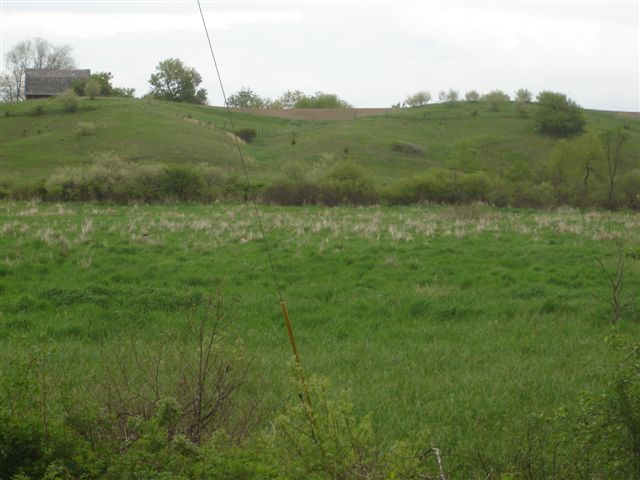
Una part de lEsker Mason.

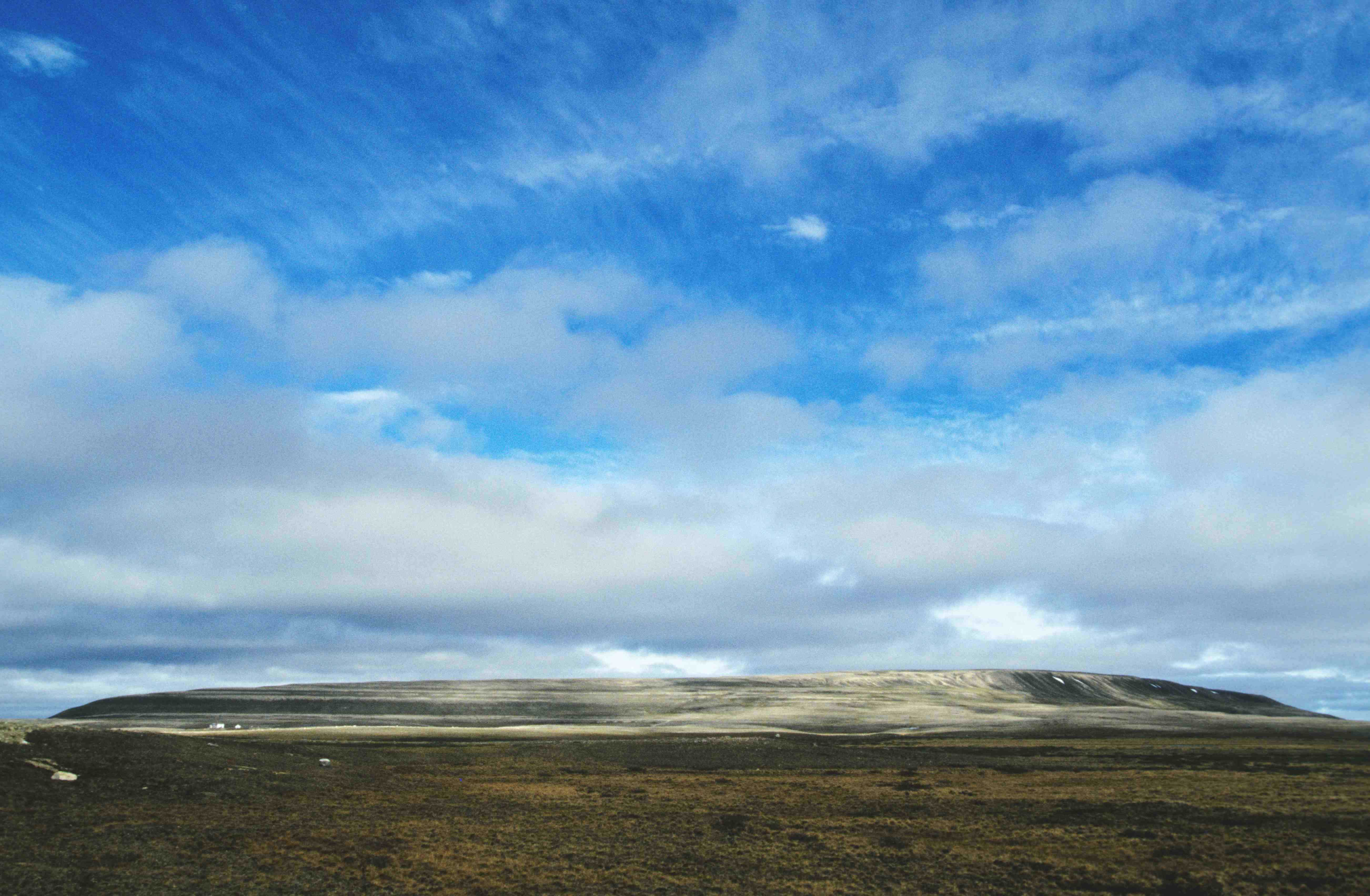
El Mount Pelly o Ovayok.

Un esker, eskar, eschar, o os, (sovint també anomenat, en anglès asar, osar, o serpent kame) és una carena llarga i sinuosa de sorra i grava estratificada, tot i que al final de la seva formació, un esker es completa amb sediments de totes les mides possibles, convertint-lo en un monticle allargat i més homogeni. Aquestes crestes són dipositades per rius d'aigua de fusió que flueixen generalment sota una massa de gel glacial. Com que la capacitat de transport de l'aigua és molt menor que la del gel, en desaparèixer la glacera queda invertit el relleu, sent l'antic riu d'aigua el que es troba més elevat formant el propi esker, mentre que les antigues vores del riu han quedat deprimides a causa del mateix pes i l'erosió del gel que formava l'antiga glacera.
Se'n troben exemples en glaceres i regions que havien estat glaceres a Europa i a l'Amèrica del Nord. Els eskers sovint tenen longituds de diversos quilòmetres i, atesa la seva forma uniforme, semblen terraplens ferroviaris.

## Etimologia
El terme esker deriva de la paraula irlandesa eiscir (irlandès antic: escir), que significa "carena o elevació, especialment una que separa dos plans o dues superfícies que es troben en una depressió".
En particular, la paraula irlandesa va ser usada i s'utilitza per descriure carenes llargues i sinuoses, que ara se sap que són dipòsits de material fluvio-glacial. L'exemple més conegut d'un eiscir és l'Esker Riada (Eiscir Riada en irlandès), que recorre gairebé tota l'amplada d'Irlanda des de Dublín fins a Galway, una distància de 200 km, i que és igualment seguit per la principal carretera que enllaça aquestes dues ciutats.
El sinònim os (en anglès) prové de la paraula del suec que es fa servir per designar el terme esker, ås.

## Geologia
S'afirma que la majoria d'eskers van ser formats en túnels de parets de gel a través de corrents dins i sota de les glaceres. Es tendien a formar al voltant de l'època glacial, quan les glaceres es movien molt lentament. Després que es desfessin les parets de gel que retenien el flux, els sediments del corrent es dipositaven com a carenes sinuoses i llargues. L'aigua pot fluir amunt si es troba sota pressió en un tub tancat, com és el cas dels túnels naturals en el gel.
També es poden formar eskers sobre les glaceres a partir de l'acumulació dels sediments en canals supraglacials, en escletxes de glaceres, en zones lineals entre blocs estancats o en petites badies en els marges de les glaceres. Es formen eskers a prop de les zones terminals de les glaceres, allà on el gel no es mou tan ràpidament i la capa de gel és relativament prima.
El flux plàstic i la fusió del gel de la base determina la mida i la forma del túnel subglacial. Això, alhora, determina la mida, la composició i l'estructura que acabarà tenint l'esker. Poden existir eskers com un únic canal o poden ser part d'un sistema ramificat d'eskers afluents. No es veuen sovint com a carenes contínues, sinó que tenen buits que separen els diferents segments. La cresta de la carena dels eskers no sol estar anivellada al llarg de llargs trams, i solen ser nuosos. Els eskers poden tenir la cresta ampla o afuada amb pendents costeruts. Poden arribar a fer centenars de quilòmetres de longitud i tenen, generalment, uns 20-30 metres d'alçària.
El camí que segueix un esker és governat per la pressió de l'aigua amb relació al gel de sobre. En general, la pressió del gel era en un punt tal que permetia els eskers de seguir la direcció del flux de la glacera, però que els forçava en els punts més baixos possibles, com ara valls o les lleres del riu, que podien derivar-se del camí directe de la glacera. Aquest procés és el que produeix els eskers amples sobre els quals es poden construir carreteres i autopistes. Una pressió baixa, com ocorria en àrees més properes a l'època glacial, poden fer que el gel es fongui sobre el flux del corrent i crear túnels molt arquejats amb les parets costerudes.
La concentració de runes de roca en el gel i el ritme en què els sediments són dipositats en el túnel a través de la fusió i a partir del transport riu amunt determinen la quantitat de sediment que tindrà l'esker. El sediment generalment consisteix en sorra de gra gruixut i grava, tot i que també es pot trobar terra franca en llocs en què els sediments són rics en argila. Els sediments són estratificats i ordenats, i normalment consistèixen en material de la mida de còdols amb alguns blocs, ocasionalment. Les capes poden ser irregulars, però gairebé sempre hi són presents, i és comuna l'estratificació creuada.
Existeixen diversos casos en què s'han desenvolupat dunes interiors després de la desglaciació. Sovint es troben aquestes dunes en el costat de sotavent dels eskers, si l'esker no està orientat paral·lelament als vents predominants. Es poden trobar exemples de dunes desenvolupades en eskers tant a la Lapònia sueca com en la finlandesa.

## Vida als eskers
Els eskers són crítics en l'ecologia del Nord del Canadà. Diverses plantes que creixen els eskers, inclosa l'arrel d'os (Ligusticum porteri) o els nabius, són una font d'aliment important per als ossos i els anseriformes migradors. Igualment, animals com ara els ossos grizzly, els llops de la tundra o els esquirols marmotinis poden amagar-se en els eskers per tal de sobreviure als llargs hiverns.

## Exemples

### Europa
A Suècia, l'esker Uppsalaåsen s'estén uns 200 km i travessa la ciutat d'Uppsala. L'esker Badelundaåsenté una llargada d'uns 300 km (190 mi) des de la ciutat de Nyköping fins al llac Siljan. Pispala, a Tampere, Finlàndia es troba sobre un esker entre dos llacs esculpits per glaceres. Un indret similar és Punkaharju, en la regió dels llacs a Finlàndia.
El poble de Kemnay a Aberdeenshire, Escòcia té un esker de 5km que és conegut localment com a Kemb Hills. A Berwickshire, al sud-est d'Escòcia, hi ha els Bedshiel Kaims, un exemple de 3km de longitud que té una allada de fins a 15m  i que és llegat del corrent de gel del riu Tweed.

### Amèrica del Nord
El Great Esker Park s'esté al llarg del riu Back a Weymouth, Massachusetts i es tracta de l'esker més alt de tot Amèrica del Nord, amb uns 90 peus (27,4 m) d'altura.
Hi ha al voltant de 1.000 eskers a l'estat de Michigan, a la part sud-central de la Lower Peninsula. L'esker més gran de Michigan és el Mason Esker, de 22 milles (35,4 km) de longitud, que es troba al sud/sud-oest de DeWitt i travessa Lansing i Holt, abans de morir a prop de Mason.
El sistema d'eskers a l'estat estatunidenc de Maine té una longitud d'un centenar de milles.
L'Esker Thelon té una longitud de 800 quilòmetres (unes 497 milles) i abarca la frontera entre els Territoris del Nord-oest i Nunavut, al Canadà. Uvayuq o Mount Pelly, a l'Ovayok Territorial Park, a la regió de Kitikmeot, a Nunavut és també un esker.
Sovint es construeixen carreteres al llarg d'eskers per estalviar costos. Exemples inclouen l'Autopista de Denali a Alaska, el Trans-Taiga Road al Quebec, i el segment anomenat "Airline" de la Maine State Route 9, entre Bangor i Calais, a l'estat de Maine. Hi ha nombrosos eskers llargs a l'Adirondack State Park, al nord de l'estat de Nova York.